# Скат (спецподразделение)
Скат (укр. Підрозділ спеціального призначення «Скат») — отряд боевых пловцов (на правах роты) батальона специального назначения Крымского территориального командования внутренних войск МВД Украины.

## Задачи
- охрана портовых и гидротехнических сооружений, особо важных объектов, морских судов,
- борьба с терроризмом на воде и под водой,
- обезвреживание взрывных устройств на воде и под водой,
- спасательные работы,
- участие в ликвидации стихийных бедствий и техногенных катастроф.

## Оснащение и вооружение
Для выполнения поставленных задач, подводный спецназ имели широкий спектр специального оборудования и оружия, отдельные образцы которых уникальны в своем роде. На вооружении боевых пловцов состоли автомат подводный специальный АПС, подводный пистолет СПП-1М, переносной многоствольный реактивный гранатомёт МРГ-1 «Огонёк», два вида специальных ножей. Это оружие эффективно не только против противников-людей, но и в борьбе с подводными боевыми животными — дельфинами, морскими котиками.
Аквалангисты имеют специальное подводное передвижное средство «Протон», значительно увеличивающий подводную скорость пловцов. Дыхательные аппараты и подготовка позволяют бойцам погружаться на 30-метровую глубину.

## История
Подразделение было создано 13 мая 1999 года и первоначально входило в состав Национальной гвардии Украины
30 января 2000 года Национальная гвардия Украины была расформирована, отряд был передан в ведение внутренних войск МВД Украины.
После событий присоединения Крыма к России основная часть личного состава перешла на службу в ВС РФ. По словам Владислава Сергиенко: "В общем и целом, на Родину [в Россию] вернулось 99 % личного состава спецподразделений, дислоцировавшихся в Крыму. Боец спецназа — «товар штучный» и никакой металлолом в виде военной техники его не заменит, тем более устаревшей. Так вот, Украина потеряла …отряд спецназа ВВ МВД (в прошлом «Тень», «Лаванда», «Скат»), полк специального назначения «Тигр» ВВ МВД.